# Copa do Brasil de Futebol de 2020
A Copa do Brasil de 2020 foi a 32.ª edição dessa competição brasileira de futebol organizada pela Confederação Brasileira de Futebol.
O campeão da competição foi o Palmeiras, que obteve o seu quarto título, ao derrotar o Grêmio na final, nos jogos de ida, em Porto Alegre, e de volta, em São Paulo.
O sorteio da primeira fase do torneio foi realizado em 12 de dezembro de 2019, na cidade do Rio de Janeiro.
Devido à pandemia de COVID-19, a CBF decidiu suspender temporariamente a competição em março de 2020. Quando foi paralisada, estava sendo realizada a terceira fase e haviam sido disputados apenas os jogos de ida. No dia 25 de agosto de 2020, a competição foi retomada com a realização dos jogos de volta, todos sem público, ainda em virtude da pandemia, situação inédita que se manteve até as finais.

## Equipes classificadas

### Estaduais e seletivas
| Estado              | Clube                  | Forma de classificação                     |
| ------------------- | ---------------------- | ------------------------------------------ |
| Acre                | Atlético Acreano       | Campeão do Estadual 2019                   |
| Acre                | Galvez                 | Vice-campeão do Estadual 2019              |
| Alagoas             | CSA                    | Campeão do Estadual 2019                   |
| Alagoas             | CRB                    | Vice-campeão do Estadual 2019              |
| Alagoas             | Coruripe               | 3º colocado do Estadual 2019               |
| Amapá               | Santos-AP              | Campeão do Estadual 2019                   |
| Amazonas            | Manaus                 | Campeão do Estadual 2019                   |
| Amazonas            | Fast Clube             | Vice-campeão do Estadual 2019              |
| Bahia               | Bahia                  | Campeão do Estadual 2019                   |
| Bahia               | Bahia de Feira         | Vice-campeão do Estadual 2019              |
| Bahia               | Atlético de Alagoinhas | 3º colocado do Estadual 2019               |
| Ceará               | Ceará                  | Vice-campeão do Estadual 2019              |
| Ceará               | Barbalha               | Campeāo da primeira fase do Estadual 2019  |
| Ceará               | Caucaia                | Campeão da Copa Fares Lopes de 2019        |
| Distrito Federal    | Gama                   | Campeão do Metropolitano 2019              |
| Distrito Federal    | Brasiliense            | Vice-campeão do Metropolitano 2019         |
| Espírito Santo      | Vitória-ES             | Campeão do Estadual 2019                   |
| Goiás               | Atlético Goianiense    | Campeão do Estadual 2019                   |
| Goiás               | Goiás                  | Vice-campeão do Estadual 2019              |
| Goiás               | Vila Nova              | 3º colocado do Estadual 2019               |
| Maranhão            | Imperatriz             | Campeão do Estadual 2019                   |
| Maranhão            | Moto Club              | Vice-campeão do Estadual 2019              |
| Maranhão            | Sampaio Corrêa         | 3º colocado do Estadual 2019               |
| Mato Grosso         | Operário VG            | Vice-campeão do Estadual 2019              |
| Mato Grosso         | União Rondonópolis     | 3º colocado do Estadual 2019               |
| Mato Grosso         | Luverdense             | Campeão da Copa FMF de 2019                |
| Mato Grosso do Sul  | Águia Negra            | Campeão do Estadual 2019                   |
| Mato Grosso do Sul  | Aquidauanense          | Vice-campeão do Estadual 2019              |
| Minas Gerais        | Cruzeiro               | Campeão do Estadual 2019                   |
| Minas Gerais        | Atlético Mineiro       | Vice-campeão do Estadual 2019              |
| Minas Gerais        | América Mineiro        | 3º colocado do Estadual 2019               |
| Minas Gerais        | Boa Esporte            | 4º colocado do Estadual 2019               |
| Pará                | Remo                   | Campeão do Estadual 2019                   |
| Pará                | Independente-PA        | Vice-campeão do Estadual 2019              |
| Pará                | Bragantino-PA          | 3º colocado do Estadual 2019               |
| Paraíba             | Botafogo-PB            | Campeão do Estadual 2019                   |
| Paraíba             | Campinense             | Vice-campeão do Estadual 2019              |
| Paraná              | Toledo                 | Vice-campeão do Estadual 2019              |
| Paraná              | Coritiba               | 3º colocado do Estadual 2019               |
| Paraná              | Londrina               | 4º colocado do Estadual 2019               |
| Paraná              | Operário-PR            | 5º colocado do Estadual 2019               |
| Pernambuco          | Sport                  | Campeão do Estadual 2019                   |
| Pernambuco          | Náutico                | Vice-campeão do Estadual 2019              |
| Pernambuco          | Afogados               | 3º colocado do Estadual 2019               |
| Piauí               | River-PI               | Campeão do Estadual 2019                   |
| Piauí               | Altos                  | Vice-campeão do Estadual 2019              |
| Rio de Janeiro      | Vasco da Gama          | Vice-campeão do Estadual 2019              |
| Rio de Janeiro      | Bangu                  | 3º colocado do Estadual 2019               |
| Rio de Janeiro      | Fluminense             | 4º colocado do Estadual 2019               |
| Rio de Janeiro      | Volta Redonda          | 5º colocado do Estadual 2019               |
| Rio de Janeiro      | Boavista-RJ            | 4º colocado da Copa Rio 2019               |
| Rio Grande do Norte | América de Natal       | Campeão do Estadual 2019                   |
| Rio Grande do Norte | ABC                    | Vice-campeão do Estadual 2019              |
| Rio Grande do Sul   | Caxias                 | 3º colocado do Estadual 2019               |
| Rio Grande do Sul   | São Luiz               | 4º colocado do Estadual 2019               |
| Rio Grande do Sul   | Novo Hamburgo          | 5º colocado do Estadual 2019               |
| Rio Grande do Sul   | São José-RS            | Vice-campeão da Copa FGF 2019              |
| Rondônia            | Vilhenense             | Campeão do Estadual 2019                   |
| Roraima             | São Raimundo-RR        | Campeão do Estadual 2019                   |
| Santa Catarina      | Avaí                   | Campeão do Estadual 2019                   |
| Santa Catarina      | Chapecoense            | Vice-campeão do Estadual 2019              |
| Santa Catarina      | Brusque                | Campeão da Copa Santa Catarina de 2019     |
| São Paulo           | Novorizontino          | 6° colocado do Estadual 2019               |
| São Paulo           | Ferroviária            | 7º colocado do Estadual 2019               |
| São Paulo           | Ponte Preta            | Vice-campeão do Troféu do Interior de 2019 |
| São Paulo           | Santo André            | Campeão da Série A2 do Estadual 2019       |
| São Paulo           | XV de Piracicaba       | Vice-campeão da Copa Paulista 2019         |
| Sergipe             | Freipaulistano         | Campeão do Estadual 2019                   |
| Sergipe             | Lagarto                | Campeão da primeira fase do Estadual 2019  |
| Tocantins           | Palmas                 | Campeão do Estadual 2019                   |

### Ranking da CBF
Com a definição dos 70 representantes das federações estaduais e dos onze representantes classificados diretamente às oitavas de final, mais dez clubes serão convidados pela CBF para 2020.
| Pos. | Clube             | Pontos |
| ---- | ----------------- | ------ |
| 14º  | Botafogo          | 9 640  |
| 17º  | Vitória           | 7 045  |
| 26º  | Paraná            | 5 594  |
| 27º  | Figueirense       | 5 178  |
| 28º  | Paysandu          | 5 166  |
| 29º  | Juventude         | 4 763  |
| 34º  | Santa Cruz        | 4 378  |
| 36º  | Criciúma          | 4 218  |
| 38º  | Oeste             | 3 920  |
| 39º  | Brasil de Pelotas | 3 844  |

### Classificados diretamente às oitavas de final
| Estado            | Clube                | Forma de classificação                     |
| ----------------- | -------------------- | ------------------------------------------ |
| Ceará             | Fortaleza            | Campeão da Copa do Nordeste 2019           |
| Mato Grosso       | Cuiabá               | Campeão da Copa Verde 2019                 |
| Paraná            | Athletico Paranaense | Campeão da Copa do Brasil 2019             |
| Rio de Janeiro    | Flamengo             | Campeão da Copa Libertadores 2019          |
| Rio Grande do Sul | Grêmio               | 4º colocado do Campeonato Brasileiro 2019  |
| Rio Grande do Sul | Internacional        | 7º colocado do Campeonato Brasileiro 2019  |
| São Paulo         | Palmeiras            | 3º colocado do Campeonato Brasileiro 2019  |
| São Paulo         | Santos               | Vice-campeão do Campeonato Brasileiro 2019 |
| São Paulo         | São Paulo            | 6º colocado do Campeonato Brasileiro 2019  |
| São Paulo         | Corinthians          | 8º colocado do Campeonato Brasileiro 2019  |
| São Paulo         | Red Bull Bragantino  | Campeão da Série B de 2019                 |

Notas
- O Fortaleza, que já havia se classificado por ter sido campeão do Campeonato Cearense de 2019, conquistou a Copa do Nordeste de 2019, o que lhe garantiu participar diretamente às oitavas de final, abrindo uma vaga em seu estado.
- O Athletico Paranaense, que já havia se classificado por ter sido campeão do Campeonato Paranaense de 2019, conquistou a Copa do Brasil de 2019, o que lhe garantiu participar diretamente às oitavas de final, abrindo uma vaga em seu estado.
- O Flamengo, que já havia se classificado por ter sido campeão do Campeonato Carioca de 2019, conquistou também a Copa Libertadores 2019 e o Campeonato Brasileiro de 2019, garantindo uma das vagas à Copa Libertadores 2020, o que lhe deu o direito de participar diretamente às oitavas de final, abrindo uma vaga em seu estado.
- O Palmeiras, conquistou uma das vagas à Libertadores 2020 via Campeonato Brasileiro de 2019, o que lhe garantiu participar diretamente às oitavas de final, abrindo uma vaga no ranking da CBF.
- O Santos, conquistou uma das vagas à Libertadores 2020 via Campeonato Brasileiro de 2019, o que lhe garantiu participar diretamente às oitavas de final, abrindo uma vaga no ranking da CBF.
- O São Paulo, conquistou uma das vagas à Libertadores 2020 via Campeonato Brasileiro de 2019, o que lhe garantiu participar diretamente às oitavas de final, abrindo uma vaga em seu estado.
- O Grêmio, que já havia se classificado por ter sido campeão do Campeonato Gaúcho de 2019 conquistou uma das vagas à Libertadores 2020 via Campeonato Brasileiro de 2019, o que lhe garantiu participar diretamente às oitavas de final, abrindo uma vaga em seu estado.
- O Corinthians, que já havia se classificado por ter sido campeão do Campeonato Paulista de 2019 conquistou uma das vagas à Libertadores 2020 via Campeonato Brasileiro de 2019, o que lhe garantiu participar diretamente às oitavas de final, abrindo uma vaga em seu estado.
- O Internacional, conquistou uma das vagas à Libertadores 2020 via Campeonato Brasileiro de 2019, o que lhe garantiu participar diretamente às oitavas de final, abrindo uma vaga em seu estado.
- O Red Bull Bragantino, foi campeão da Série B de 2019, o que lhe garantiu participar diretamente às oitavas de final, abrindo uma vaga no ranking da CBF.
- O Cuiabá, que já havia se classificado por ter sido campeão do Campeonato Mato-Grossense de 2019, conquistou a Copa Verde de 2019, o que lhe garantiu participar diretamente às oitavas de final, abrindo uma vaga em seu estado.

## Calendário
O calendário de cada fase foi divulgado em 3 de outubro de 2019 e compreende as seguintes datas: Devido à pandemia de COVID-19, o torneio foi interrompido durante a 3ª fase, em março de 2020. O reinício foi dado no mês de agosto e as finais da competição estão marcadas para 28 de fevereiro e 7 de março de 2021.
| Fase             | Jogo Único                                                                                             | Jogo Único                                                                                             |
| ---------------- | --- | --- |
| Primeira fase    | Semana 1: 5 de fevereiro Semana 2: 12 de fevereiro Semana 3: 19 de fevereiro Semana 4: 26 de fevereiro | Semana 1: 5 de fevereiro Semana 2: 12 de fevereiro Semana 3: 19 de fevereiro Semana 4: 26 de fevereiro |
| Segunda fase     | Semana 1: 19 de fevereiro Semana 2: 26 de fevereiro Semana 3: 4 de março                               | Semana 1: 19 de fevereiro Semana 2: 26 de fevereiro Semana 3: 4 de março                               |
| Fase             | Ida | Volta                                                                                                  |
| Terceira fase    | 10, 11 e 12 de março                                                                                   | 26 de agosto                                                                                           |
| Quarta fase      | 16 de setembro                                                                                         | 23 de setembro                                                                                         |
| Oitavas de final | 28 de outubro                                                                                          | 4 de novembro                                                                                          |
| Quartas de final | 11 de novembro                                                                                         | 18 de novembro                                                                                         |
| Semifinais       | 23 de dezembro                                                                                         | 30 de dezembro                                                                                         |
| Finais           | 28 de fevereiro (2021)                                                                                 | 7 de março (2021)                                                                                      |

## Fases iniciais

### Sorteio
Os 80 times classificados para a competição foram divididos em oito potes (A a H) com dez clubes cada, de acordo com Ranking da CBF. A partir daí, os cruzamentos entre os potes foram os seguintes: A x E; B x F; C x G e D x H. A primeira fase será realizada em partida única, com a equipe pior colocada no ranking jogando em casa e a melhor tendo a vantagem do empate. O sorteio foi realizado em 12 de dezembro de 2019, na sede da CBF.

#### Potes do sorteio
Entre parênteses, a classificação do clube no Ranking da CBF
| Primeira Fase | Primeira Fase | Primeira Fase | Primeira Fase |
| Pote A | Pote B | Pote C | Pote D |
| --- | --- | --- | --- |
| - Cruzeiro (4) - Atlético Mineiro (7) - Bahia (10) - Chapecoense (12) - Fluminense (13) - Botafogo (14) - Vasco da Gama (15) - Sport (16) - Vitória (17) - América Mineiro (18) | - Ceará (19) - Goiás (20) - Ponte Preta (21) - Avaí (22) - Coritiba (24) - Atlético Goianiense (25) - Paraná (26) - Figueirense (27) - Paysandu (28) - Juventude (29)                               | - CSA (30) - Londrina (31) - CRB (32) - Vila Nova (33) - Santa Cruz (34) - Sampaio Corrêa (35) - Criciúma (36) - Oeste (38) - Brasil de Pelotas (39) - Luverdense (40)                           | - Náutico (41) - Boa Esporte (44) - ABC (45) - Botafogo-PB (47) - Operário-PR (50) - Remo (53) - Volta Redonda (56) - Atlético Acreano (60) - América de Natal (62) - São José-RS (63) |
| Pote E | Pote F | Pote G | Pote H |
| - Moto Club (65) - Brusque (66) - Imperatriz (67) - Campinense (70) - Altos (71) - Santos-AP (77) - River-PI (79) - Caxias (84) - Boavista-RJ (85) - São Raimundo-RR (88)       | - Manaus (89) - Brasiliense (94) - Ferroviária (99) - Novo Hamburgo (105) - Coruripe (109) - Bragantino-PA (110) - Fast Clube (111) - Novorizontino (113) - Palmas (118) - União Rondonópolis (119) | - Galvez (123) - Independente-PA (129) - Vitória-ES (151) - Bahia de Feira (160) - Gama (160) - Bangu (189) - XV de Piracicaba (189) - Operário VG (198) - Santo André (210) - Águia Negra (220) | - São Luiz (–) - Toledo (–) - Atlético de Alagoinhas (–) - Afogados (–) - Barbalha (–) - Caucaia (–) - Freipaulistano (–) - Lagarto (–) - Aquidauanense (–) - Vilhenense (–)           |

### Primeira fase
A primeira fase foi disputada por 80 equipes, em partida única. As equipes mais bem sucedidas no ranking da CBF foram as visitantes e tiveram a vantagem do empate. Os confrontos desta fase foram definidos através de sorteio.
Em itálico, as equipes que possuíam o mando de campo no confronto e em negrito as equipes classificadas.
| Equipe 1               | Resultado | Equipe 2            |
| ---------------------- | --------- | ------------------- |
| XV de Piracicaba       | 1–0       | Londrina            |
| Coruripe               | 0–0       | Juventude           |
| River-PI               | 1–0       | Bahia               |
| São Luiz               | 0–0       | América de Natal    |
| Toledo                 | 0–2       | Náutico             |
| Caxias                 | 1–1       | Botafogo            |
| Palmas                 | 0–2       | Paraná              |
| Bahia de Feira         | 3–1       | Luverdense          |
| Gama                   | 3–3       | Brasil de Pelotas   |
| Manaus                 | 1–0       | Coritiba            |
| Brusque                | 2–1       | Sport               |
| Freipaulistano         | 1–2       | Remo                |
| Vilhenense             | 1–1       | Boa Esporte         |
| São Raimundo-RR        | 2–2       | Cruzeiro            |
| Brasiliense            | 1–1       | Paysandu            |
| Independente-PA        | 2–3       | CRB                 |
| Vitória-ES             | 2–1       | CSA                 |
| Novorizontino          | 1–2       | Figueirense         |
| Moto Club              | 2–4       | Fluminense          |
| Atlético de Alagoinhas | 0–0       | Botafogo-PB         |
| União Rondonópolis     | 0–1       | Atlético Goianiense |
| Operário VG            | 0–0       | Santa Cruz          |
| Caucaia                | 1–2       | São José-RS         |
| Boavista-RJ            | 0–2       | Chapecoense         |
| Bangu                  | 1–1       | Oeste               |
| Bragantino-PA          | 1–2       | Ceará               |
| Imperatriz             | 0–0       | Vitória             |
| Lagarto                | 1–0       | Volta Redonda       |
| Novo Hamburgo          | 1–2       | Ponte Preta         |
| Galvez                 | 0–1       | Vila Nova           |
| Afogados               | 3–0       | Atlético Acreano    |
| Campinense             | 0–0       | Atlético Mineiro    |
| Altos                  | 1–1       | Vasco da Gama       |
| Aquidauanense          | 0–1       | ABC                 |
| Santo André            | 4–1       | Criciúma            |
| Fast Clube             | 0–2       | Goiás               |
| Ferroviária            | 2–0       | Avaí                |
| Águia Negra            | 2–1       | Sampaio Corrêa      |
| Barbalha               | 0–3       | Operário-PR         |
| Santos-AP              | 1–1       | América Mineiro     |

### Segunda fase
A segunda fase foi disputada por 40 equipes vencedoras da fase anterior, em partida única. Em caso de empate a vaga seria decidida na disputa por pênaltis. Os confrontos desta fase seguiram os chaveamentos predeterminados da fase anterior.
Em itálico, as equipes que possuíam o mando de campo no confronto e em negrito as equipes classificadas.
| Equipe 1            | Resultado   | Equipe 2         |
| ------------------- | ----------- | ---------------- |
| XV de Piracicaba    | 1–1 (7–8 p) | Juventude        |
| River-PI            | 1–1 (2–3 p) | América de Natal |
| Náutico             | 1–1 (3–4 p) | Botafogo         |
| Paraná              | 3–2         | Bahia de Feira   |
| Brasil de Pelotas   | 1–0         | Manaus           |
| Brusque             | 5–1         | Remo             |
| Boa Esporte         | 1–1 (4–5 p) | Cruzeiro         |
| Paysandu            | 1–1 (3–5 p) | CRB              |
| Vitória-ES          | 0–1         | Figueirense      |
| Fluminense          | 2–0         | Botafogo-PB      |
| Atlético Goianiense | 1–1 (4–3 p) | Santa Cruz       |
| São José-RS         | 0–0 (5–4 p) | Chapecoense      |
| Oeste               | 1–1 (2–4 p) | Ceará            |
| Vitória             | 3–1         | Lagarto          |
| Ponte Preta         | 0–0 (5–4 p) | Vila Nova        |
| Afogados            | 2–2 (7–6 p) | Atlético Mineiro |
| Vasco da Gama       | 1–0         | ABC              |
| Santo André         | 0–2         | Goiás            |
| Ferroviária         | 6–2         | Águia Negra      |
| Operário-PR         | 0–2         | América Mineiro  |

### Terceira fase
A terceira fase foi disputada por 20 equipes vencedoras da fase anterior, em partidas eliminatórias de ida e volta. Em caso de empate no placar agregado, a vaga seria definida na disputa por pênaltis. Os confrontos desta fase seguiram o chaveamento predeterminados da fase anterior.
Em itálico, as equipes que possuíam o mando de campo no primeiro confronto e em negrito as equipes classificadas.
| Equipe 1            | Total       | Equipe 2         | 1.º jogo | 2.º jogo |
| ------------------- | ----------- | ---------------- | -------- | -------- |
| Juventude           | 2–2 (5–3 p) | América de Natal | 1–1      | 1–1      |
| Botafogo            | 3–1         | Paraná           | 1–0      | 2–1      |
| Brasil de Pelotas   | 0–2         | Brusque          | 0–1      | 0–1      |
| Cruzeiro            | 1–3         | CRB              | 0–2      | 1–1      |
| Figueirense         | 1–3         | Fluminense       | 1–0      | 0–3      |
| Atlético Goianiense | 2–1         | São José-RS      | 2–0      | 0–1      |
| Ceará               | 5–3         | Vitória          | 1–0      | 4–3      |
| Ponte Preta         | 5–0         | Afogados         | 3–0      | 2–0      |
| Vasco da Gama       | 2–2 (3–2 p) | Goiás            | 0–1      | 2–1      |
| Ferroviária         | 0–1         | América Mineiro  | 0–0      | 0–1      |

### Quarta fase

#### Sorteio
O sorteio da quarta fase foi realizado no dia 1º de setembro de 2020, às 11h30, na sede da CBF no Rio de Janeiro. 
As 10 equipes qualificadas formaram um único grupo (Ranking da CBF mostrado entre parênteses).
| Pote único |
| --- |
| Fluminense (13) Botafogo (14) Vasco da Gama (15) América Mineiro (18) Ceará (19) Ponte Preta (21) Atlético Goianiense (25) Juventude (29) CRB (32) Brusque (66) |

#### Confrontos
A quarta fase será disputada por 10 equipes vencedoras da fase anterior, em partidas eliminatórias de ida e volta. Em caso de empate no placar agregado, a vaga será definida na disputa por pênaltis. Os confrontos desta fase foram sorteados.
Em itálico, as equipes que possuíam o mando de campo no primeiro confronto e em negrito as equipes classificadas.
| Equipe 1    | Total | Equipe 2            | 1.º jogo | 2.º jogo |
| ----------- | ----- | ------------------- | -------- | -------- |
| Ponte Preta | 3–5   | América Mineiro     | 2–2      | 1–3      |
| Brusque     | 1–7   | Ceará               | 0–2      | 1–5      |
| Botafogo    | 1–0   | Vasco da Gama       | 1–0      | 0–0      |
| Fluminense  | 2–3   | Atlético Goianiense | 1–0      | 1–3      |
| Juventude   | 2–1   | CRB                 | 2–0      | 0–1      |

## Fase final

### Oitavas de final
As oitavas de final serão disputadas por 16 equipes, sendo 5 vencedoras da fase anterior, e outras 11 equipes pré-classificadas. Serão partidas eliminatórias de ida e volta. Em caso de empate no placar agregado, a vaga será definida na disputa por pênaltis.

#### Sorteio
O sorteio da quinta fase (oitavas de final) será realizado após o término da quarta fase, na sede da CBF, no Rio de Janeiro.
A partir desta edição, todos os 16 (dezesseis) times classificados para as oitavas de final estarão em pote único e poderão se enfrentar.
| Pote único |
| --- |
| Palmeiras (1) Flamengo (2) Grêmio (3) Santos (5) Athletico Paranaense (6) Corinthians (8) Internacional (9) São Paulo (11) Botafogo (14) América Mineiro (18) Ceará (19) Fortaleza (23) Atlético Goianiense (25) Juventude (29) Red Bull Bragantino (37) Cuiabá (43) |

#### Confrontos
Em itálico, as equipes que possuíam o mando de campo no primeiro confronto e em negrito as equipes classificadas.
| Equipe 1             | Total        | Equipe 2        | 1.º jogo | 2.º jogo |
| -------------------- | ------------ | --------------- | -------- | -------- |
| Santos               | 0–1          | Ceará           | 0–0      | 0–1      |
| Grêmio               | 2–0          | Juventude       | 1–0      | 1–0      |
| Botafogo             | 0–1          | Cuiabá          | 0–1      | 0–0      |
| Fortaleza            | 5–5 (9–10 p) | São Paulo       | 3–3      | 2–2      |
| Athletico Paranaense | 2–4          | Flamengo        | 0–1      | 2–3      |
| Atlético Goianiense  | 2–4          | Internacional   | 1–2      | 1–2      |
| Red Bull Bragantino  | 1–4          | Palmeiras       | 1–3      | 0–1      |
| Corinthians          | 1–2          | América Mineiro | 0–1      | 1–1      |

### Quartas de final

#### Sorteio
Para esta fase, será realizado um novo sorteio pela CBF. Todos os oito clubes classificados num pote único, sem restrições de cruzamentos.
| Pote único |
| --- |
| Palmeiras (1) Flamengo (2) Grêmio (3) Internacional (9) São Paulo (11) América Mineiro (18) Ceará (19) Cuiabá (43) |

### Tabela até a final
Em itálico, as equipes que possuíam o mando de campo no primeiro confronto e em negrito as equipes classificadas.style="width:1em; vertical-align:middle; text-align:left;">
|  | Quartas de final      | Quartas de final    | Quartas de final    | Quartas de final    |   |           | Semifinais          | Semifinais          | Semifinais          | Semifinais          |  |        | Final                        | Final                        | Final                        | Final                        |  |  |
|  | 11 e 18 de novembro   | 11 e 18 de novembro | 11 e 18 de novembro | 11 e 18 de novembro |   |           | 23 e 30 de dezembro | 23 e 30 de dezembro | 23 e 30 de dezembro | 23 e 30 de dezembro |  |        | 28 de fevereiro e 7 de março | 28 de fevereiro e 7 de março | 28 de fevereiro e 7 de março | 28 de fevereiro e 7 de março |  |  |
|  |                       |                     |                     |                     |   |           |                     |                     |                     |                     |  |        |                              |                              |                              |                              |  |  |
|  | Cuiabá                | 1                   | 0                   | 1                   |   |           |                     |                     |                     |                     |  |        |                              |                              |                              |                              |  |  |
|  | Grêmio                | 2                   | 2                   | 4                   |   |           |                     |                     |                     |                     |  |        |                              |                              |                              |                              |  |  |
|  | Grêmio                | 2                   | 2                   | 4                   |   | Grêmio    | 1                   | 0                   | 1                   |                     |  |        |                              |                              |                              |                              |  |  |
|  |                       |                     |                     |                     |   | Grêmio    | 1                   | 0                   | 1                   |                     |  |        |                              |                              |                              |                              |  |  |
|  |                       | São Paulo           | 0                   | 0                   | 0 |           |                     |                     |                     |                     |  |        |                              |                              |                              |                              |  |  |
|  | Flamengo              | São Paulo           | 0                   | 0                   | 0 | 1         | 0                   | 1                   |                     |                     |  |        |                              |                              |                              |                              |  |  |
|  | Flamengo              |                     |                     |                     |   | 1         | 0                   | 1                   |                     |                     |  |        |                              |                              |                              |                              |  |  |
|  | São Paulo             | 2                   | 3                   | 5                   |   |           |                     |                     |                     |                     |  |        |                              |                              |                              |                              |  |  |
|  | São Paulo             | 2                   | 3                   | 5                   |   |           |                     |                     |                     |                     |  | Grêmio | 0                            | 0                            | 0                            |                              |  |  |
|  |                       |                     |                     |                     |   |           |                     |                     |                     |                     |  | Grêmio | 0                            | 0                            | 0                            |                              |  |  |
|  |                       | Palmeiras           | 1                   | 2                   | 3 |           |                     |                     |                     |                     |  |        |                              |                              |                              |                              |  |  |
|  | Palmeiras             | Palmeiras           | 1                   | 2                   | 3 | 3         | 2                   | 5                   |                     |                     |  |        |                              |                              |                              |                              |  |  |
|  | Palmeiras             |                     |                     |                     |   | 3         | 2                   | 5                   |                     |                     |  |        |                              |                              |                              |                              |  |  |
|  | Ceará                 | 0                   | 2                   | 2                   |   |           |                     |                     |                     |                     |  |        |                              |                              |                              |                              |  |  |
|  | Ceará                 | 0                   | 2                   | 2                   |   | Palmeiras | 1                   | 2                   | 3                   |                     |  |        |                              |                              |                              |                              |  |  |
|  |                       |                     |                     |                     |   | Palmeiras | 1                   | 2                   | 3                   |                     |  |        |                              |                              |                              |                              |  |  |
|  |                       | América Mineiro     | 1                   | 0                   | 1 |           |                     |                     |                     |                     |  |        |                              |                              |                              |                              |  |  |
|  | Internacional         | América Mineiro     | 1                   | 0                   | 1 | 0         | 1                   | 1 (5)               |                     |                     |  |        |                              |                              |                              |                              |  |  |
|  | Internacional         |                     |                     |                     |   | 0         | 1                   | 1 (5)               |                     |                     |  |        |                              |                              |                              |                              |  |  |
|  | América Mineiro (pen) | 1                   | 0                   | 1 (6)               |   |           |                     |                     |                     |                     |  |        |                              |                              |                              |                              |  |  |

### Finais
Primeiro jogo
| 28 de fevereiro de 2021 | Grêmio | 0 – 1 | Palmeiras | Arena do Grêmio, Porto Alegre                                              |
| 21:00                   |        |       | 32' Gómez | Público: Portões fechados Renda: R$ 0 Árbitro: RJ Marcelo de Lima Henrique |

Segundo jogo
| 7 de março de 2021 | Palmeiras                       | 2 – 0 | Grêmio | Allianz Parque, São Paulo                                               |
| 18:00              | Wesley 52' · Gabriel Menino 79' |       |        | Público: Portões fechados Renda: R$ 0 Árbitro: RJ Bruno Arleu de Araújo |

## Premiação
| Copa do Brasil de 2020        |
| São Paulo                     |
| ----------------------------- |
| PALMEIRAS Campeão (4º título) |

## Artilharia
Atualizado em 3 de Março de 2021.
| Gols | Jogador       | Equipe          |
| ---- | ------------- | --------------- |
| 6    | Brenner       | São Paulo       |
| 6    | Léo Gamalho   | CRB             |
| 6    | Nenê          | Fluminense      |
| 6    | Rodolfo       | América Mineiro |
| 4    | Diego Souza   | Grêmio          |
| 4    | Raphael Veiga | Palmeiras       |
| 4    | Vinícius      | Ceará           |

### Hat-tricks
| Jogador | Clube      | Adversário  | Placar | Data         | Ref.   |
| ------- | ---------- | ----------- | ------ | ------------ | ------ |
| Nenê    | Fluminense | Figueirense | 3–0    | 25 de agosto | [ 11 ] |

## Maiores públicos
Esses são os dez maiores públicos da Copa do Brasil de 2020:
| Nº | Público | Mandante      | Placar | Visitante     | Estádio           | Data            | Etapa         |
| -- | ------- | ------------- | ------ | ------------- | ----------------- | --------------- | ------------- |
| 1  | 29 903  | Vasco da Gama | 1–0    | ABC           | Maracanã          | 5 de março      | Segunda fase  |
| 2  | 20 469  | Botafogo      | 1–0    | Paraná        | Nilton Santos     | 10 de março     | Terceira fase |
| 3  | 17 514  | Vasco da Gama | 0–1    | Goiás         | São Januário      | 6 de fevereiro  | Terceira fase |
| 4  | 16 609  | Ceará         | 1–0    | Vitória       | Castelão          | 13 de fevereiro | Primeira fase |
| 5  | 12 123  | Manaus        | 1–0    | Coritiba      | Arena da Amazônia | 12 de fevereiro | Primeira fase |
| 6  | 11 560  | Fluminense    | 2–0    | Botafogo-PB   | Maracanã          | 4 de março      | Segunda fase  |
| 7  | 11 293  | Altos         | 1–1    | Vasco da Gama | Albertão          | 12 de fevereiro | Primeira fase |
| 8  | 10 247  | Cruzeiro      | 0–2    | CRB           | Mineirão          | 11 de março     | Terceira fase |
| 9  | 9 163   | Paysandu      | 1–1    | CRB           | Curuzu            | 19 de fevereiro | Segunda fase  |
| 10 | 8 367   | Figueirense   | 1–0    | Fluminense    | Orlando Scarpelli | 11 de março     | Terceira fase |

## Menores públicos
Esses são os dez menores públicos da Copa do Brasil de 2020:
| Nº | Público | Mandante        | Placar | Visitante       | Estádio                   | Data            | Etapa         | Ref.   |
| -- | ------- | --------------- | ------ | --------------- | ------------------------- | --------------- | ------------- | ------ |
| 1  | 206     | Santos-AP       | 1–1    | América Mineiro | Zerão                     | 5 de fevereiro  | Primeira fase | [ 12 ] |
| 2  | 261     | São José-RS     | 0–0    | Chapecoense     | Francisco Novelletto Neto | 27 de fevereiro | Segunda fase  | [ 13 ] |
| 3  | 344     | Brasiliense     | 1–1    | Paysandu        | Serra do Lago             | 6 de fevereiro  | Primeira fase | [ 14 ] |
| 4  | 364     | Novo Hamburgo   | 1–2    | Ponte Preta     | Estádio do Vale           | 13 de fevereiro | Primeira fase | [ 15 ] |
| 5  | 400     | Independente-PA | 2–3    | CRB             | Baenão                    | 5 de fevereiro  | Primeira fase | [ 16 ] |
| 6  | 432     | Coruripe        | 0–0    | Juventude       | Gerson Amaral             | 5 de fevereiro  | Primeira fase | [ 17 ] |
| 7  | 483     | Freipaulistano  | 1–2    | Remo            | Titão                     | 12 de fevereiro | Primeira fase | [ 18 ] |
| 8  | 545     | Fast Clube      | 0–2    | Goiás           | Arena da Amazônia         | 5 de fevereiro  | Primeira fase | [ 19 ] |
| 9  | 579     | Oeste           | 1–1    | Ceará           | Arena Barueri             | 19 de fevereiro | Segunda fase  | [ 20 ] |
| 10 | 613     | Caucaia         | 1–2    | São José-RS     | Raimundão                 | 12 de fevereiro | Primeira fase | [ 21 ] |

## Classificação geral
Oficialmente, a CBF não reconhece uma classificação geral na Copa do Brasil. A tabela a seguir classifica as equipes de acordo com a fase alcançada e considerando os critérios de desempate.
| Classificação final                                                | Classificação final  | Classificação final | Classificação final | Classificação final | Classificação final | Classificação final | Classificação final | Classificação final | Classificação final | Classificação final | Classificação final |
| Pos.                                                               | Equipes              | P                   | J                   | V                   | E                   | D                   | GP                  | GC                  | SG                  |                     |                     |
| ------------------------------------------------------------------ | -------------------- | ------------------- | ------------------- | ------------------- | ------------------- | ------------------- | ------------------- | ------------------- | ------------------- | ------------------- | ------------------- |
| Campeão e classificado para a Copa Libertadores da América de 2021 |                      |                     |                     |                     |                     |                     |                     |                     |                     |                     |                     |
| 1                                                                  | Palmeiras            | 20                  | 8                   | 6                   | 2                   | 0                   | 15                  | 4                   | +11                 |                     |                     |
| Vice-campeão                                                       |                      |                     |                     |                     |                     |                     |                     |                     |                     |                     |                     |
| 2                                                                  | Grêmio               | 16                  | 8                   | 5                   | 1                   | 2                   | 7                   | 4                   | +3                  |                     |                     |
| Eliminados nas semifinais                                          |                      |                     |                     |                     |                     |                     |                     |                     |                     |                     |                     |
| 3                                                                  | América Mineiro      | 20                  | 12                  | 5                   | 5                   | 2                   | 13                  | 9                   | 4                   |                     |                     |
| 4                                                                  | São Paulo            | 9                   | 6                   | 2                   | 3                   | 1                   | 10                  | 7                   | 3                   |                     |                     |
| Eliminados nas quartas de final                                    |                      |                     |                     |                     |                     |                     |                     |                     |                     |                     |                     |
| 5                                                                  | Ceará                | 21                  | 10                  | 6                   | 3                   | 1                   | 18                  | 11                  | 7                   |                     |                     |
| 6                                                                  | Internacional        | 9                   | 4                   | 3                   | 0                   | 1                   | 5                   | 3                   | 2                   |                     |                     |
| 7                                                                  | Flamengo             | 6                   | 4                   | 2                   | 0                   | 2                   | 5                   | 7                   | –2                  |                     |                     |
| 8                                                                  | Cuiabá               | 4                   | 4                   | 1                   | 1                   | 2                   | 2                   | 4                   | –2                  |                     |                     |
| Eliminados nas oitavas de final                                    |                      |                     |                     |                     |                     |                     |                     |                     |                     |                     |                     |
| 9                                                                  | Botafogo             | 13                  | 8                   | 3                   | 4                   | 1                   | 6                   | 4                   | +2                  |                     |                     |
| 10                                                                 | Atlético Goianiense  | 10                  | 8                   | 3                   | 1                   | 4                   | 9                   | 8                   | +1                  |                     |                     |
| 11                                                                 | Juventude            | 7                   | 8                   | 1                   | 4                   | 3                   | 5                   | 6                   | –1                  |                     |                     |
| 12                                                                 | Fortaleza            | 2                   | 2                   | 0                   | 2                   | 0                   | 5                   | 5                   | 0                   |                     |                     |
| 13                                                                 | Corinthians          | 1                   | 2                   | 0                   | 1                   | 1                   | 1                   | 2                   | –1                  |                     |                     |
| 14                                                                 | Santos               | 1                   | 2                   | 0                   | 1                   | 1                   | 0                   | 1                   | –1                  |                     |                     |
| 15                                                                 | Athletico Paranaense | 0                   | 2                   | 0                   | 0                   | 2                   | 2                   | 4                   | –2                  |                     |                     |
| 16                                                                 | Red Bull Bragantino  | 0                   | 2                   | 0                   | 0                   | 2                   | 1                   | 4                   | –3                  |                     |                     |
| Eliminados na quarta fase                                          |                      |                     |                     |                     |                     |                     |                     |                     |                     |                     |                     |
| 17                                                                 | Fluminense           | 12                  | 6                   | 4                   | 0                   | 2                   | 11                  | 6                   | +5                  |                     |                     |
| 18                                                                 | Brusque              | 12                  | 6                   | 4                   | 0                   | 2                   | 10                  | 9                   | +1                  |                     |                     |
| 19                                                                 | Ponte Preta          | 11                  | 6                   | 3                   | 2                   | 1                   | 10                  | 6                   | +4                  |                     |                     |
| 20                                                                 | CRB                  | 11                  | 6                   | 3                   | 2                   | 1                   | 8                   | 6                   | +2                  |                     |                     |
| 21                                                                 | Vasco da Gama        | 8                   | 6                   | 2                   | 2                   | 2                   | 4                   | 4                   | 0                   |                     |                     |
| Eliminados na terceira fase                                        |                      |                     |                     |                     |                     |                     |                     |                     |                     |                     |                     |
| 22                                                                 | Goiás                | 9                   | 4                   | 3                   | 0                   | 1                   | 6                   | 2                   | +4                  |                     |                     |
| 23                                                                 | Figueirense          | 9                   | 4                   | 3                   | 0                   | 1                   | 4                   | 4                   | 0                   |                     |                     |
| 24                                                                 | Ferroviária          | 7                   | 4                   | 2                   | 1                   | 1                   | 8                   | 3                   | +5                  |                     |                     |
| 25                                                                 | São José-RS          | 7                   | 4                   | 2                   | 1                   | 1                   | 3                   | 3                   | 0                   |                     |                     |
| 26                                                                 | Paraná               | 6                   | 4                   | 2                   | 0                   | 2                   | 6                   | 5                   | +1                  |                     |                     |
| 27                                                                 | Vitória              | 4                   | 4                   | 1                   | 1                   | 2                   | 6                   | 6                   | 0                   |                     |                     |
| 28                                                                 | Brasil de Pelotas    | 4                   | 4                   | 1                   | 1                   | 2                   | 4                   | 5                   | –1                  |                     |                     |
| 29                                                                 | Afogados             | 4                   | 4                   | 1                   | 1                   | 2                   | 5                   | 7                   | –2                  |                     |                     |
| 30                                                                 | América de Natal     | 4                   | 4                   | 0                   | 4                   | 0                   | 3                   | 3                   | 0                   |                     |                     |
| 31                                                                 | Cruzeiro             | 3                   | 4                   | 0                   | 3                   | 1                   | 4                   | 6                   | –2                  |                     |                     |
| Eliminados na segunda fase                                         |                      |                     |                     |                     |                     |                     |                     |                     |                     |                     |                     |
| 32                                                                 | Náutico              | 4                   | 2                   | 1                   | 1                   | 0                   | 3                   | 1                   | +2                  |                     |                     |
| 33                                                                 | Chapecoense          | 4                   | 2                   | 1                   | 1                   | 0                   | 2                   | 0                   | +2                  |                     |                     |
| 34                                                                 | River-PI             | 4                   | 2                   | 1                   | 1                   | 0                   | 2                   | 1                   | +1                  |                     |                     |
| 34                                                                 | XV de Piracicaba     | 4                   | 2                   | 1                   | 1                   | 0                   | 2                   | 1                   | +1                  |                     |                     |
| 36                                                                 | Vila Nova            | 4                   | 2                   | 1                   | 1                   | 0                   | 1                   | 0                   | +1                  |                     |                     |
| 37                                                                 | Bahia de Feira       | 3                   | 2                   | 1                   | 0                   | 1                   | 5                   | 4                   | +1                  |                     |                     |
| 38                                                                 | Santo André          | 3                   | 2                   | 1                   | 0                   | 1                   | 4                   | 3                   | +1                  |                     |                     |
| 39                                                                 | Operário-PR          | 3                   | 2                   | 1                   | 0                   | 1                   | 3                   | 2                   | +1                  |                     |                     |
| 40                                                                 | Vitória-ES           | 3                   | 2                   | 1                   | 0                   | 1                   | 2                   | 2                   | 0                   |                     |                     |
| 41                                                                 | Manaus               | 3                   | 2                   | 1                   | 0                   | 1                   | 1                   | 1                   | 0                   |                     |                     |
| 41                                                                 | ABC                  | 3                   | 2                   | 1                   | 0                   | 1                   | 1                   | 1                   | 0                   |                     |                     |
| 43                                                                 | Lagarto              | 3                   | 2                   | 1                   | 0                   | 1                   | 2                   | 3                   | –1                  |                     |                     |
| 44                                                                 | Águia Negra          | 3                   | 2                   | 1                   | 0                   | 1                   | 4                   | 7                   | –3                  |                     |                     |
| 45                                                                 | Remo                 | 3                   | 2                   | 1                   | 0                   | 1                   | 3                   | 6                   | –3                  |                     |                     |
| 46                                                                 | Boa Esporte          | 2                   | 2                   | 0                   | 2                   | 0                   | 2                   | 2                   | 0                   |                     |                     |
| 46                                                                 | Paysandu             | 2                   | 2                   | 0                   | 2                   | 0                   | 2                   | 2                   | 0                   |                     |                     |
| 46                                                                 | Oeste                | 2                   | 2                   | 0                   | 2                   | 0                   | 2                   | 2                   | 0                   |                     |                     |
| 46                                                                 | Atlético Mineiro     | 2                   | 2                   | 0                   | 2                   | 0                   | 2                   | 2                   | 0                   |                     |                     |
| 50                                                                 | Santa Cruz           | 2                   | 2                   | 0                   | 2                   | 0                   | 1                   | 1                   | 0                   |                     |                     |
| 51                                                                 | Botafogo-PB          | 1                   | 2                   | 0                   | 1                   | 1                   | 0                   | 2                   | –2                  |                     |                     |

| 52 | Gama                   | 1 | 1 | 0 | 1 | 0 | 3 | 3 | 0  |
| 53 | São Raimundo-RR        | 1 | 1 | 0 | 1 | 0 | 2 | 2 | 0  |
| 54 | Caxias                 | 1 | 1 | 0 | 1 | 0 | 1 | 1 | 0  |
| 54 | Vilhenense             | 1 | 1 | 0 | 1 | 0 | 1 | 1 | 0  |
| 54 | Brasiliense            | 1 | 1 | 0 | 1 | 0 | 1 | 1 | 0  |
| 54 | Bangu                  | 1 | 1 | 0 | 1 | 0 | 1 | 1 | 0  |
| 54 | Altos                  | 1 | 1 | 0 | 1 | 0 | 1 | 1 | 0  |
| 54 | Santos-AP              | 1 | 1 | 0 | 1 | 0 | 1 | 1 | 0  |
| 60 | São Luiz               | 1 | 1 | 0 | 1 | 0 | 0 | 0 | 0  |
| 60 | Coruripe               | 1 | 1 | 0 | 1 | 0 | 0 | 0 | 0  |
| 60 | Atlético de Alagoinhas | 1 | 1 | 0 | 1 | 0 | 0 | 0 | 0  |
| 60 | Operário VG            | 1 | 1 | 0 | 1 | 0 | 0 | 0 | 0  |
| 60 | Imperatriz             | 1 | 1 | 0 | 1 | 0 | 0 | 0 | 0  |
| 60 | Campinense             | 1 | 1 | 0 | 1 | 0 | 0 | 0 | 0  |
| 66 | Independente-PA        | 0 | 1 | 0 | 0 | 1 | 2 | 3 | –1 |
| 67 | Sport                  | 0 | 1 | 0 | 0 | 1 | 1 | 2 | –1 |
| 67 | Freipaulistano         | 0 | 1 | 0 | 0 | 1 | 1 | 2 | –1 |
| 67 | Novorizontino          | 0 | 1 | 0 | 0 | 1 | 1 | 2 | –1 |
| 67 | CSA                    | 0 | 1 | 0 | 0 | 1 | 1 | 2 | –1 |
| 67 | Caucaia                | 0 | 1 | 0 | 0 | 1 | 1 | 2 | –1 |
| 67 | Bragantino-PA          | 0 | 1 | 0 | 0 | 1 | 1 | 2 | –1 |
| 67 | Novo Hamburgo          | 0 | 1 | 0 | 0 | 1 | 1 | 2 | –1 |
| 67 | Sampaio Corrêa         | 0 | 1 | 0 | 0 | 1 | 1 | 2 | –1 |
| 75 | Bahia                  | 0 | 1 | 0 | 0 | 1 | 0 | 1 | –1 |
| 75 | Londrina               | 0 | 1 | 0 | 0 | 1 | 0 | 1 | –1 |
| 75 | Coritiba               | 0 | 1 | 0 | 0 | 1 | 0 | 1 | –1 |
| 75 | União Rondonópolis     | 0 | 1 | 0 | 0 | 1 | 0 | 1 | –1 |
| 75 | Volta Redonda          | 0 | 1 | 0 | 0 | 1 | 0 | 1 | –1 |
| 75 | Galvez                 | 0 | 1 | 0 | 0 | 1 | 0 | 1 | –1 |
| 75 | Aquidauanense          | 0 | 1 | 0 | 0 | 1 | 0 | 1 | –1 |
| 82 | Moto Club              | 0 | 1 | 0 | 0 | 1 | 2 | 4 | –2 |
| 83 | Luverdense             | 0 | 1 | 0 | 0 | 1 | 1 | 3 | –2 |
| 84 | Toledo                 | 0 | 1 | 0 | 0 | 1 | 0 | 2 | –2 |
| 84 | Palmas                 | 0 | 1 | 0 | 0 | 1 | 0 | 2 | –2 |
| 84 | Boavista-RJ            | 0 | 1 | 0 | 0 | 1 | 0 | 2 | –2 |
| 84 | Fast Clube             | 0 | 1 | 0 | 0 | 1 | 0 | 2 | –2 |
| 84 | Avaí                   | 0 | 1 | 0 | 0 | 1 | 0 | 2 | –2 |
| 89 | Criciúma               | 0 | 1 | 0 | 0 | 1 | 1 | 4 | –3 |
| 90 | Atlético Acreano       | 0 | 1 | 0 | 0 | 1 | 0 | 3 | –3 |
| 90 | Barbalha               | 0 | 1 | 0 | 0 | 1 | 0 | 3 | –3 |

|  |                                 |
|  | Campeão                         |
|  | Vice-campeão                    |
|  | Eliminados nas semifinais       |
|  | Eliminados nas quartas de final |
|  | Eliminados nas oitavas de final |
|  | Eliminados na quarta fase       |
|  | Eliminados na terceira fase     |
|  | Eliminados na segunda fase      |
|  | Eliminados na primeira fase     |